# 永常
永常（穆麟德轉寫：yungcang；1705年—1755年12月29日），字雍谦，董鄂氏，滿洲正白旗人，清朝軍事將領。

## 早年
据《清代官员履历档案全编》第1册第592页，永常生于康熙四十四年（1705年）。永常的母亲李氏，生了五个儿子，永常排行第二。永常有兄永兴，生于康熙四十二年（1703年），雍正五年由荫生挑选三等侍卫，雍正九年，升二等侍卫授御前侍卫，雍正十一年升头等侍卫，永兴的次子阿尔塔锡第后来带着金瓶掣签的瓶子去西藏和福康安会面，弟三格、永安、永明。永常的兄弟后来都是沾永常的光得到的提拔和机会。永常和他妈感情特别深，他后来说：“奴才幼时最为母所钟爱……自奴才仰蒙宠任邀营以来，犹屡接母书，励以为国忘家，无使稍存私念”“惟念奴才母亲李氏，中年困苦，生有奴才兄弟五人。”永常甚至凭借与乾隆帝的特殊关系，向乾隆帝逼宫说：“我妈抚养我们兄弟五人不容易…能给她封典吗？”乾隆帝迫于永常的压力，只好同意。乾隆帝只欣赏永常，对他四个兄弟非常轻视，永常死后，他的兄弟失去了保护伞，被乾隆帝评价为“一致昏庸”。永常因为兄弟多无能之辈，每次家信，都要求由母亲寄来。
策楞和永常是发小，从小关系特别好，成年后结为生死与共的刎颈之交。这种友谊延续到了两人的儿子。额尔登额丧偶后，策楞又将亲侄女许配给这个鳏夫。
永常的哥哥不懂汉语，永常自己又不懂蒙古语，家庭环境重武轻文，永常兄弟长大成人后经常被受到良好教育精通满汉蒙三语的乾隆帝嘲笑。策楞精通蒙古语，但没有影响他与文化程度不高的永常的友谊。

## 壮志初展
雍正元年（1723年），19岁的永常授三等侍衛。雍正九年（1731年），27岁的永常升二等侍衛。同年，又升頭等侍衛，兼侍衛什長，署理正白旗蒙古副都統。雍正十一年（1733年），29岁的永常調署盛京雄遙副都統。雍正十三年（1735年），31岁的永常調任正藍旗滿洲副都統。同年，任直隸馬蘭口總兵官。

## 宦海沉浮
永常没有等到大展宏图的机会，苦心孤诣栽培他的雍正帝就驾崩了。乾隆帝即位，主少国疑，永常、策楞、保祝、阿里衮、哈达哈五位雍正帝培养起来的年轻才俊，纷纷得到乾隆帝提拔。乾隆初政，孝贤纯皇后的儿子永琏夭折后，便收养永常为子以固宠，永常因此叫她“母后”。乾隆帝也可能收养永常为子，永常后来以儿子的语气回忆说：“奴才自儿时起，为主子爸爸捐躯奉献之本意，今皆泯灭，现在仍稍有畜牲本性。奴才永常确实该杀。奴才为子之人，不能孝敬主子爸爸，诸事每每让主子爸爸操心。”
乾隆二年（1737年），永常生病感冒，一开始永常为试探乾隆帝对自己的感情，自己没重视，之后突然又发热，呕吐腹泻加重，马兰镇没有好医生，但永常装作没事人一样。乾隆帝知道后，在御前行走的永常的哥哥永兴忍不住告诉了乾隆帝，于是乾隆帝命太医立刻去永常驻地，后来没过多久永常要来京，乾隆帝非常心疼，说：“汝病方愈，仍需调摄，不必来京。”
乾隆三年（1738年），34岁的永常任直隸古北口提督。乾隆五年（1740年），36岁的永常任鑲紅旗滿洲都統。乾隆六年（1741年），37岁的永常任安西提督，賜孔雀翎、紅絨結頂冠。乾隆十年（1745年），41岁的永常調任甘肅提督。後在45岁又復任安西提督、甘肅提督。乾隆十六年（1751年），47岁的永常升任湖廣總督。乾隆十八年（1753年），49岁的永常任欽差大臣，駐安西。不久，50岁的永常任陝甘總督，加太子少保。
後永常奉召至京，以內大臣授定西將軍，率軍征討達瓦齊。达瓦齐脱光了身子裸奔，後達瓦齊被永常之子额尔登额擒拿，但乾隆帝指責永常用兵不當，將其貶為吏部左侍郎。乾隆帝说：“你到底为什么变成现在这个样子？”“永常竟未领会朕所降谕旨，胡言乱语太愚蠢，伊即便不懂事，何以愚蠢至极。”“今虽错在进兵之前，尚无很大关系。如进兵后亦作为将军陈情，胡乱处置，朕极不放心。”不久，51岁永常任鑲黃旗滿洲副都統。
永常与乾隆帝的宠臣刘统勋关系不佳。永常对刘统勋说：“你在巴里坤好好搞后勤哈，我忙着抢功，我带绿营冲了。”乾隆帝闻言很生气，责备永常说：“永常你为什么不和刘统勋好好合作？”永常回答说：“奴才不胜惊恐，无地自容，昏倒良久，我父子兄弟蒙圣主非分之恩，自古以来实在罕有似此者。奴才自幼荷蒙隆恩……如今奴才永常阖家所蒙主恩比刘统勋深厚，交付之任比刘统勋大。”
额琳沁多尔济和永常在一起共事后，很尊重永常，什么都跟永常掏心掏肺交流，变得精神失常。额琳沁多尔济后来放走阿睦尔撒纳，想到自己被永常洗脑，难掩泪水：“奴才自幼未曾经历大事，奴才所知之事，奴才即推心置腹相告将军，而奴才未得主意之事，迎合将军之意办事，此为事实。”“奴才世代承蒙圣主隆恩，故自幼生长在皇宫内，荷蒙圣主养育之恩。”

## 死亡
阿睦爾撒納反叛後，永常出師征討，但因率部撤退而被乾隆帝指責為怯懦，罷免其內大臣、定西將軍職務，以副都統銜為參贊。永常多次被乾隆帝责骂“尔想必梦呓”、“全无可观之处”、“无耻至极”、“好不可耻，有何紧要”、“一派胡言，朕说何是好”、“还在胡说”、“尚属稍有人味”、“无耻，该肏的”、“废话”、“朕亦知尔等无奈，然尔等甚为糊涂”、“朕着实愤恨”。永常试图给自己辩解，乾隆帝说：“嗣后永常不准陈其愚昧之言，安静呆着。”“尔所想之事，无一合理，太可怜了。”
後永常被奪官並逮捕回京，但行至半路，便在臨潼去世。乾隆帝对自己无知人之明深感愧疚：“今又不可过于烦劳准噶尔人凑取，无论如何，尔愚钝该杀，错用尔之过，朕自责而已。一件事亦不会交付尔矣。”乾隆帝想处死永常谢罪天下，还没来得及下令，永常就死了，乾隆帝在乾隆二十年十月初一日说：“该杀，你爹个屌，非人崽也。”
永常死前叩首说：“奴才甚为辜负皇上任用之恩典，再三肆意猜忌前来求取游牧之辈而致心生迷乱，加之即行遣回兵丁者皆奴才永常自身犯下之重罪。惟除渴求天恩外，着实无言以对。”阿里衮看永常的尸体说：“永常之面容尚未完全衰腐，面色发红，口中有沫，仍扣有铁索。”“永常全身，面色微红，双眼闭合，十指微曲，鼻孔、口皆流粘沫，腹部腐烂，肾囊萎缩，骤然痰阻闭气而亡是实，全无其他缘由。”永常死前，突然“称其一侧手脚麻木无力”，阿里衮说：“奴才等彼时即欲呈报，然据永常告称，此乃旧疾，突然复发，片刻可愈，并无妨碍。等语。我等抚永常之手看得，虽一侧手热，一侧手凉，然因行走、进食如常。”大臣因伊里纳等闻听永常反复因病呻吟，向阿里衮禀告，阿里衮急忙掌灯进入查看，阿里衮说：“永常白天吐出所食饭菜，痰已上涌，不能说话。”大臣阿三泰等供称：“永常于途中仍不时向等告称，惟愿入京城后瞻仰皇上圣颜，若能俱行呈报其未得进兵之情由，即便受死亦可瞑目等语，全无畏惧入京城之状。”永常的遗物被继皇后的侄儿讷苏肯带走。

## 后继有人
永常的老婆是兴岱第三女宗室氏，兴岱有子希普素。永常和宗室氏很是恩爱，生有多名子女。宗室氏曾多次在坤宁宫萨满活动选去充当萨满助理。
永常的长子额尔登额，字静林，雍正五年生，擅长写诗作画，乾隆帝对永常有特殊感情，每次永常回京陛见，乾隆帝都会赏赐各种好东西，赐食，陪着一起逛园子，不仅如此，额尔登额也沾光受到乾隆帝的宠爱，十五岁补三等侍卫，步步高升，二十五岁充一等侍卫、御前侍卫，两次得兼职收税之差事，二十六岁又升副都统。某年四月十九日尚奉恩辅国公逢信嫡妻所生第五女，为乡君额驸。逢信另一女儿嫁马齐的孙子明保，逢信儿子盛昌又娶傅清女儿，盛昌两个儿子人手各娶傅清侄子明兴一个女儿。
永常看到额尔登额得到重用，多次谢主隆恩：“接家信，臣子于本年正月二十日复蒙恩放二等侍卫，著在试马上学习行走。隆施叠沛，感戴难名。”“接到家信，知臣子二等侍卫额尔登额猥蒙恩命办理圆明园事务，复办理养狗处事务，異数叠加，惊喜倍切。”“接家信，知臣子二等侍卫额尔登额蒙恩命办理南苑事务，宠任愈隆，感惶倍切。”“接得家信，敬悉奴才之子额尔登额仰蒙圣恩，补授头等侍卫，荣宠逾格，喜惧交并。”“接得家信，闻奴才之子额尔登额，钦奉特恩，补授镶红旗汉军副都统，异数曲加，感惧交集。”“接到家信，奴才之子额尔登额，仰蒙圣慈，钦点右翼监督，恩膏稠叠，惊喜彷徨。”
永常被革职后，额尔登额也受到牵连，被直接革职。乾隆帝训斥永常说：“永常该杀的，不仅是自身，而其全家俱不能承担矣。”永常看到额尔登额因为受到自己的牵连，非常难过，埋怨乾隆帝说：“我儿子不是你的大宝贝吗？”这句话使乾隆帝更为恼火，导致永常在乾隆二十年猝死后，额尔登额彻底失宠。额尔登额毫不气馁，在平定准噶尔之战和平定大小和卓之战一路出力，复授一等侍卫，给巴图鲁名号。乾隆二十三年，额尔登额和策楞儿子特通额一起出意外，额尔登额坠马，伤情特别严重，右腿膝关节脱离，肷骨数处骨折，请了蒙古大夫，但医治时未能接好，一直流脓水，判断复接骨也困难，于是乾隆帝准额尔登额回京，但因为特通额没事，乾隆帝又想借大小和卓之力整特通额，因此特通额不必回京，仍在军中效力，特通额在一个月后被大小和卓害死。乾隆二十四年二月，额尔登额又出现在富德队中努力打仗。
额尔登额虽然幸存下来，但腿最后也没有完善恢复，乾隆三十年还依旧疼痛，乾隆四十年后仍备受困扰，不得不提前病退。额尔登额却没有任何怨言：“额尔登额我是有重罪的人，皇上施恩给我效力之路，原本要竭尽犬马之劳，善始善终，不料却遇到如此事故，是额尔登额我福薄啊。”额尔登额最后在乾隆六十年去世。
永常次子额腾额，得中举人。
永常有一女在二十一岁时嫁湖广总督爱必达长子福庆，永常非常喜爱嫁此女，带着六岁的女儿先后曾经往返京城安西六次。女儿第七次随夫福庆再次回到安西，已经是五十多岁了。永常在安西曾经极有人缘，受到爱戴，死后官兵军民建祠立像供奉。福庆出嘉峪关时，路遇一处碑，已经年久剥落，仔细摩挲发现是为永常所立，碑文书：“永公董鄂氏”。安西有一处神祠，叫河龙神祠，当地人称“神即永大中丞”。
永常一女嫁陝甘總督文绶之子国霖（山东巡抚國泰 (清朝)之弟）。
永常第七女二十岁嫁大学士舒赫德第六子舒安，夫亡，殉节，姐夫福庆作悼亡诗《悼舒烈妇并序》（载福庆《兰泉诗稿 》）。

## 名言
1.奴才偶患霜露之疾，已无人世之想。（汉文）2.奴才幼时最为母亲所钟爱...锥心泣血，惨怛难言，现在忍痛承办公务。（汉文）3.奴才惊喜之至，涕泗交零。4.奴才之子，自乳臭之年，以闲散之人，即蒙圣慈曲垂造就，洊列二等侍卫，在御前行走。（汉文）5.奴才之子尤属无知，亦邀宠遇，记其时方乳臭，即得趋值禁林，今甫十有一载，年仅二十六岁，由闲散至头等侍卫，在御前行走，两为监督，屡奉特差，时聆提命，频叨赏赐。（汉文）6.奴才之子甫荷特恩宠擢，奴才之弟复膺超拔殊荣，未及十日之内，两荷非常殊遇，凡属臣工，实未有似奴才一门受恩深重者也。（汉文）7.奴才甚为心乱汗颜，不知所措良久。8.奴才初是惊惧，继而因喜获生路，潜然泪下。9.奴才萌生需不需带兵进发之意，如何是好。10.奴才伏跪祇领后，知每事对错，不胜惶恐，战战兢兢，魂飞魄散。11.奴才永常谨奏：为因愚蠢错办粮务，未予治罪，叩谢天恩事。12.奴才自儿时为主子阿玛捐躯奉献之本意，今皆泯灭。13.天地亦断不留此等无恩疯癫之人在世上。14.奴才永常父、祖灵魂，暗中感激圣主之恩，切齿痛恨奴才永常。15.不时扪心自问，实在怨恨而哭泣，不知所措。惟感激皇上成全奴才之鸿恩，粉身碎骨，报效犬马之劳。16.奴才不胜惊恐，无地自容，昏倒良久。17.如今奴才永常阖家所蒙主恩比刘统勋深厚，交付之任比刘统勋大。18.奴才战栗恭谨跪接，抽泣着反复看朱笔圈阅折子上所奏言辞。19.奴才今惟有将训斥睿旨刻骨铭心，痛改过错，哭诉叩拜外，实无言以奏。20.奴才父子永常、额尔登额现今享受圣主格外之恩，举国何人如此甚重而荣耀耶。21.接臣家母信，知臣五胞弟永明补放蓝翎侍卫，臣子额尔登额复荷赏赐婢女一口。（汉文）22.奴才永常福尽，理合将死矣。不知如何，凡事竟昏聩执拗办理。23.失魂良久，定神深思，奴才永常确实该杀。24.奴才为子之人，不能孝敬皇父，诸事每每让皇父操心，无论如何教诲，仍昏聩如牲畜般愚蠢执拗办理，实为福尽寻死。25.比如奴才父母只生永常之身而已，皇上抚养奴才之恩实如天地般高厚。自出征以来，未能办成一件事，以致皇上费心至极，奴才死后不仅鬼魂不可相见任何人，而且来世也不得翻身。奴才永常荷蒙皇上格外隆重而荣耀之恩，不时扪心自问，实在怨恨而哭泣，不知所措。

## 延伸阅读
[在维基数据编辑]
 《清史稿/卷314》，出自趙爾巽《清史稿》
 《清史稿/卷314》